# Narathura leander
Narathura leander är en fjärilsart som beskrevs av Evans 1957. Narathura leander ingår i släktet Narathura och familjen juvelvingar. Inga underarter finns listade i Catalogue of Life.